# COQ9
COQ9 (англ. Coenzyme Q9) – білок, який кодується однойменним геном, розташованим у людей на короткому плечі 16-ї хромосоми. Довжина поліпептидного ланцюга білка становить 318 амінокислот, а молекулярна маса — 35 509.
| 10         |  | 20         |  | 30         |  | 40         |  | 50         |
| ---------- |  | ---------- |  | ---------- |  | ---------- |  | ---------- |
| MAAAAVSGAL |  | GRAGWRLLQL |  | RCLPVARCRQ |  | ALVPRAFHAS |  | AVGLRSSDEQ |
| KQQPPNSFSQ |  | QHSETQGAEK |  | PDPESSHSPP |  | RYTDQGGEEE |  | EDYESEEQLQ |
| HRILTAALEF |  | VPAHGWTAEA |  | IAEGAQSLGL |  | SSAAASMFGK |  | DGSELILHFV |
| TQCNTRLTRV |  | LEEEQKLVQL |  | GQAEKRKTDQ |  | FLRDAVETRL |  | RMLIPYIEHW |
| PRALSILMLP |  | HNIPSSLSLL |  | TSMVDDMWHY |  | AGDQSTDFNW |  | YTRRAMLAAI |
| YNTTELVMMQ |  | DSSPDFEDTW |  | RFLENRVNDA |  | MNMGHTAKQV |  | KSTGEALVQG |
| LMGAAVTLKN |  | LTGLNQRR   |  |            |  |            |  |            |

A: Аланін

C: Цистеїн

D: Аспарагінова кислота

E: Глутамінова кислота

F: Фенілаланін

G: Гліцин

H: Гістидин

I: Ізолейцин

K: Лізин

L: Лейцин

M: Метіонін

N: Аспарагін

P: Пролін

Q: Глутамін

R: Аргінін

S: Серин

T: Треонін

V: Валін

W: Триптофан

Задіяний у таких біологічних процесах, як ацетилювання, альтернативний сплайсинг. 
Білок має сайт для зв'язування з ліпідами. 
Локалізований у мітохондрії.